# کریس نیومن (مهندس صدا)
کریس نیومن (انگلیسی: Chris Newman؛ زادهٔ ۱۷ فوریهٔ ۱۹۴۰) مهندس صدا مهندس اهل ایالات متحده آمریکا است. از فیلم‌هایی که وی در آن‌ها نقش داشته می‌توان به پدرخوانده، آمادئوس، جن‌گیر، , سکوت بره‌ها، و بیمار انگلیسی اشاره کرد.

## فیلم‌شناسی گزیده و جوایز
وی تاکنون ۳ بار برندهٔ جایزه اسکار بهترین صدابرداری شده و ۵ بار نیز در همین شاخه نامزد دریافت جایزه بوده‌است.
برنده
- جن‌گیر (۱۹۷۳)[۱]
- آمادئوس (۱۹۸۴)[۲]
- بیمار انگلیسی (۱۹۹۶)[۳]

نامزد
- ارتباط فرانسوی (۱۹۷۱)[۴]
- پدرخوانده (۱۹۷۲)[۵]
- Fame (۱۹۸۰)[۶]
- A Chorus Line (۱۹۸۵)[۷]
- سکوت بره‌ها (۱۹۹۱)[۸]